# Saison 1980-1981 du Paris Saint-Germain
 (avril 2019).
Maillots
Chronologie
Saison précédente Saison suivante
La saison 1980-1981 du Paris Saint-Germain est la 11e saison de son histoire et la 8e en première division.

## Compétitions

### Championnat
La saison 1980-1981 de Division 1 est la quarante-troisième édition du Championnat de France de football. La division oppose vingt clubs en une série de trente-huit rencontres. Les meilleurs de ce championnat se qualifient pour les coupes d'Europe que sont la Coupe des clubs champions européens (le vainqueur), la Coupe UEFA (les trois suivants) et la Coupe des vainqueurs de coupe (le vainqueur de la Coupe de France). Le Paris Saint-Germain participe à cette compétition pour la huitième fois de son histoire.

#### Classement final
Le Paris Saint-Germain termine cinquième avec 17 victoires, 12 matchs nuls et 9 défaites. Une victoire rapportant deux points et un match nul un point, le PSG totalise donc 46 points. Avec 62 buts inscrits, les parisiens possèdent la quatrième meilleure attaque du championnat.

### Coupe de France
La Coupe de France 1980-1981 est la 64e édition de la Coupe de France, une compétition à élimination directe mettant aux prises tous les clubs de football amateurs et professionnels à travers la France métropolitaine et les DOM-TOM. Elle est organisée par la FFF et ses ligues régionales.
C'est le SEC Bastia qui remportera cette édition de la coupe de France en battant sur le score de deux buts à un l'AS Saint-Étienne.